# Biecz
Biecz è un comune urbano-rurale polacco del distretto di Gorlice, nel voivodato della Piccola Polonia.
Ricopre una superficie di 99,28 km² e nel 2004 contava 16 989 abitanti.